# 马克 (阿登省)
马克（法語：Marcq，法語發音：[maʁk]）是法国大東部大區阿登省的一个市镇，属于武济耶区。

## 地理
马克（49°19'11"N, 4°55'37"E）面积10.61 平方千米，位于法国大東部大區阿登省，该省份为法国北部内陆省份，西接埃纳省，南至马恩省，东临默兹省，北与比利时接壤。
与马克接壤的市镇（或旧市镇、城区）包括：舍维耶尔、科尔奈、圣朱万、瑟尼克。

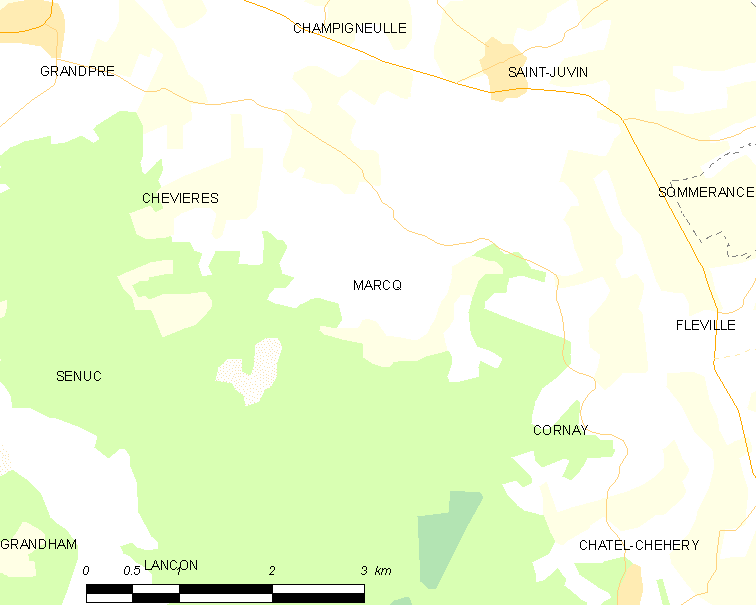
的OSM定位图

马克的时区为UTC+01:00、UTC+02:00（夏令时）。

## 行政
马克的邮政编码为08250，INSEE市镇编码为08274。

## 政治
马克所属的省级选区为阿蒂尼县。

## 人口

1962-2008年间人口变化图示

马克于2022年1月1日时的人口数量为89人。